# Kuroishi
Kuroishi (黒石市, Kuroishi-shi) est une ville située dans la préfecture d'Aomori, sur l'île de Honshū, au Japon.

## Géographie

### Situation
Kuroishi est située dans le centre de la préfecture d'Aomori.

### Démographie
En octobre 2021, la population de la ville de Kuroishi était de 32 022 habitants répartis sur une superficie de 217,05 km2.

## Histoire
Kuroishi a acquis le statut de ville en 1954.

## Culture locale et patrimoine

### Patrimoine naturel
La ville possède le Kanehiranari-en, jardin japonais créé en 1882 par un brasseur local. Le jardin est classé lieu de beauté pittoresque national depuis 2006.

## Transports
La ville est desservie par la ligne Kōnan de la compagnie Kōnan Railway aux gares de Sakaimatsu et Kuroishi.

## Jumelages
Kuroishi est jumelée avec :
- Wenatchee (États-Unis),
- Yeongcheon (Corée du Sud).